# Думанський Володимир Анатолійович
Думанський Володимир Анатолійович (1980—2024) — український військовослужбовець, учасник російсько-української війни.

## Життєпис
Народився в селі Золотий Потік, Чортківського району Тернопільської області, виріс та навчався у місті Тернополі. 1995 році закінчив Тернопільську спеціалізовану школу І-ІІІ ступенів № 17 імені Володимира Вихруща з поглибленим вивченням іноземних мов. Навчався та закінчив Тернопільське училище № 10. Багато читав, майстерно грав у шахи, цікавився комп'ютерною технікою, добре розумівся у технічних параметрах, самостійно вивчав особливості роботи комп'ютерних програм.
Служив гранатометником 2-го десантно-штурмового відділення 2-го десантно-штурмового взводу 4-ї десантно-штурмової роти 1-го десантно-штурмового батальйону військової частини А2582 (82 ОДШБр) 82-га окрема десантно-штурмова бригада (Україна) — Вікіпедія
Брав участь в бойових діях при наступі на територію Росії, Курська область[неавторитетне джерело].
Похований на Пантеоні Героїв Микулинецького кладовища м. Тернополя.

## Нагороди
- Почесний громадянин Тернополя[3].
- Орден «За мужність» III ступеня[4].